# Hardin Township (comté de Pottawattamie, Iowa)
Hardin Township est un township du comté de Pottawattamie en Iowa, aux États-Unis,.
Le township est fondé en 1869, et nommé en référence à Richard "Old Dick" Hardin, un pionnier.

## Source de la traduction
- (en) Cet article est partiellement ou en totalité issu de l’article de Wikipédia en anglais intitulé « Hardin Township, Pottawattamie County, Iowa » (voir la liste des auteurs).